# Caroline Lavelle
Pour les articles homonymes, voir Lavelle.
Caroline Lavelle est une chanteuse et violoncelliste britannique née en 1969.

## Biographie
Caroline Lavelle a étudié au Royal College of Music de Londres. En tant que violoncelliste, elle a joué sur les albums d'artistes tels que David Gilmour, Siouxsie and the Banshees, The Cranberries, The Pogues, Massive Attack, Muse, Peter Gabriel, Radiohead, Vangelis, Jam Nation et surtout Loreena McKennitt, dont elle est une collaboratrice régulière. Elle a participé à plusieurs tournées de celle-ci, ainsi qu'à celles d'Afro Celt Sound System et De Dannan. En tant qu'artiste solo, elle a sorti trois albums aux influences mêlant ambient, dream pop et rock alternatif.
Elle vit à Tintagel, en Cornouailles. Elle a participé à la tournée Ancient Muse de Loreena McKennitt. Début 2013, Lavelle a commencé à travailler sur un nouveau projet de collaboration avec l'auteur-compositeur-interprète Andrew Bate.
En 2016, elle a sorti un album intitulé Secret Sky au sein d'un trio du même nom. Les autres membres sont Brian Hughes et Hugh Marsh. En 2023, Secret Sky sort un deuxième album, Opium.

## Discographie
- Spirit (1995)
- Brilliant Midnight (2001)
- A Distant Bell (2004)